# Mirila
Mirila so kamnita spominska pogrebna obeležja, ki se nahajajo na Velebitu.
Imajo tri pomene:
- označujejo mesto – toponim,
- običaj in
- kamniti spomenik.

Nastajala so v času od 17. do sredine 20. stoletja. Prebivalci vasi in zaselkov na področju Velebita, so svojega pokojnika nesli do pokopališča, ki je bilo velikokrat oddaljeno od vasi po več kilometrov. Pokopališča na tem območju so bila šele na obali, kot na primer v Starigradu in v Karlobagu. Mirilo je nastalo na način, da so nosači spustili pokojnika na tla, ki so bila obložena z eno ali več kamnitimi ploščami, odvisno od materiala v bližini in telesne višine trupla. Ležišče sta zaokrožala dva pokonci postavljena kamnita spomenika, eden pri vzglavju in eden pri vznožju. Iz te mere ležišča se je tudi pojavilo ime za kraj počitka pokojnika – mirila, merilo. Po počitku je sledil še zadnji del poti in sicer do pokopališča, kjer se je izvršil pokop rajnega.
V tem času, ko je pokojnik ležal na mirilih ali kmalu za tem dogodkom, je mojster kamnosek vklesal v kamen, ki je bil postavljen ob vzglavju, plitek relief, s čimer je na slikovni način pokazal kdo je bil ta rajni.

Sam spomenik je sestavljen iz ravnih kamnitih plošč položenih na tla in iz dveh pokončnih kamnitih plošč na vsakem koncu. Vzglavni kamen se nahaja na mestu, kjer je ležala pokojnikova glava in je okrašen z različnimi vdolbenimi reliefi, po čemer je mogoče ugotoviti njegovo starost. Oblika reliefov na mirilih zelo spominja na okrasja, ki jih najdemo vklesana na razne gradbene kamnite elemente vzhodno od Velebita, ali celo na tetovaže, ki so jih nosile žene v osrednji Bosni. Poleg krščanskega križa, se na mirilih pojavljajo tudi osmerokrake zvezde in pentagrami. Na enem od miril je celo upodobljen antropomorfni lik, stiliziran človek s tremi križi. Mlajša mirila najpogosteje vključujejo ime in priimek rajnega, lahko tudi samo njegove inicialke, ter leto rojstva in smrti. Kdaj pa kdaj je na mirilo vklesan tudi napis Boga pomilova (tj. Bog se ga usmili). Kamen, ki stoji ob pokojnikovih nogah, najpogosteje ni okrašen.

Kdaj so se začeli pojavljati ti simboli, kot tudi ritual sam, ne moremo reči z gotovo natančnostjo. Tako kot tudi ne smemo in ne moremo dajati temu pojavu nekih nadnaravnih značilnosti. Resnica o nastanku miril je zelo enostavna in preprosta. Vsak kamen, ki se je nahajal na tem terenu in na katerem je ležalo truplo, je postal del miril in s tem ta kamen ni več povsem navaden kamen, ampak je izvzet iz svoje posvetne oz. vsakdanje rabe in posvečen posebnemu oz. svetemu spominu.

Po verovanju domačinov, je na mirilih ostala duša njihovega pokojnega sorodnika, v grobu na pokopališču pa je samo nepomembno telo, ki strohni. Iz tega razloga so mirila kraj, kjer se je objokovalo in molilo k rajnemu, so posvečen kraj, kamor se je prinašalo cvetje. Za razliko od groba na pokopališču, kjer so trohnele kosti in je lahko že kaj kmalu nastopil trenutek, ko so v tem grobu ponovno trohnele nove kosti sorodnika iz te družine. Zato grobovi tudi niso imeli kakšnega posebnega pomena za spomin na rajne oz. priložnosti za lepo urejen grob, kot poznamo danes.

Danes imamo na Velebitu dve večji nahajališči miril, ki sta zaščiteni z državnim zakonom in tudi urejeni za turistični ogled. Večje mirilo se nahaja pri Ljubotićih, nekoliko manjše pa pri Staremgradu-Paklenica.

Hrvaško ministrstvo za kulturo je 27. decembra 2007 vključilo mirila v poseben status kulturnih dobrin v smislu zaščite in obvarovanja te dobrine.

## Slike
- Mirila nad Starigradom pri Paklenici, 2014.
- Mirila nad Starigradom pri Paklenici, 2014.
- Mirila nad Starigradom pri Paklenici, 2014.
- Mirila pri Ljubotićih, 2009.
- Mirila pri Ljubotićih, 2009.
- Mirila pri Ljubotićih, 2009.